# Maine-et-Loire
Maine-et-Loire (49) is een Frans departement, gelegen in de regio Pays de la Loire.

## Geschiedenis
Het departement was een van de 83 departementen die werden gecreëerd tijdens de Franse Revolutie, op 4 maart 1790 door uitvoering van de wet van 22 december 1789 en komt overeen met de provincie Anjou. Oorspronkelijk heette het departement Mayenne-et-Loire, tot 12 december 1791. Toen werd de naam gewijzigd in Maine-et-Loire.

## Geografie
Maine-et-Loire is omgeven door de departementen Ille-et-Vilaine, Mayenne, Sarthe, Indre-et-Loire, Vienne, Deux-Sèvres, Vendée en Loire-Atlantique.

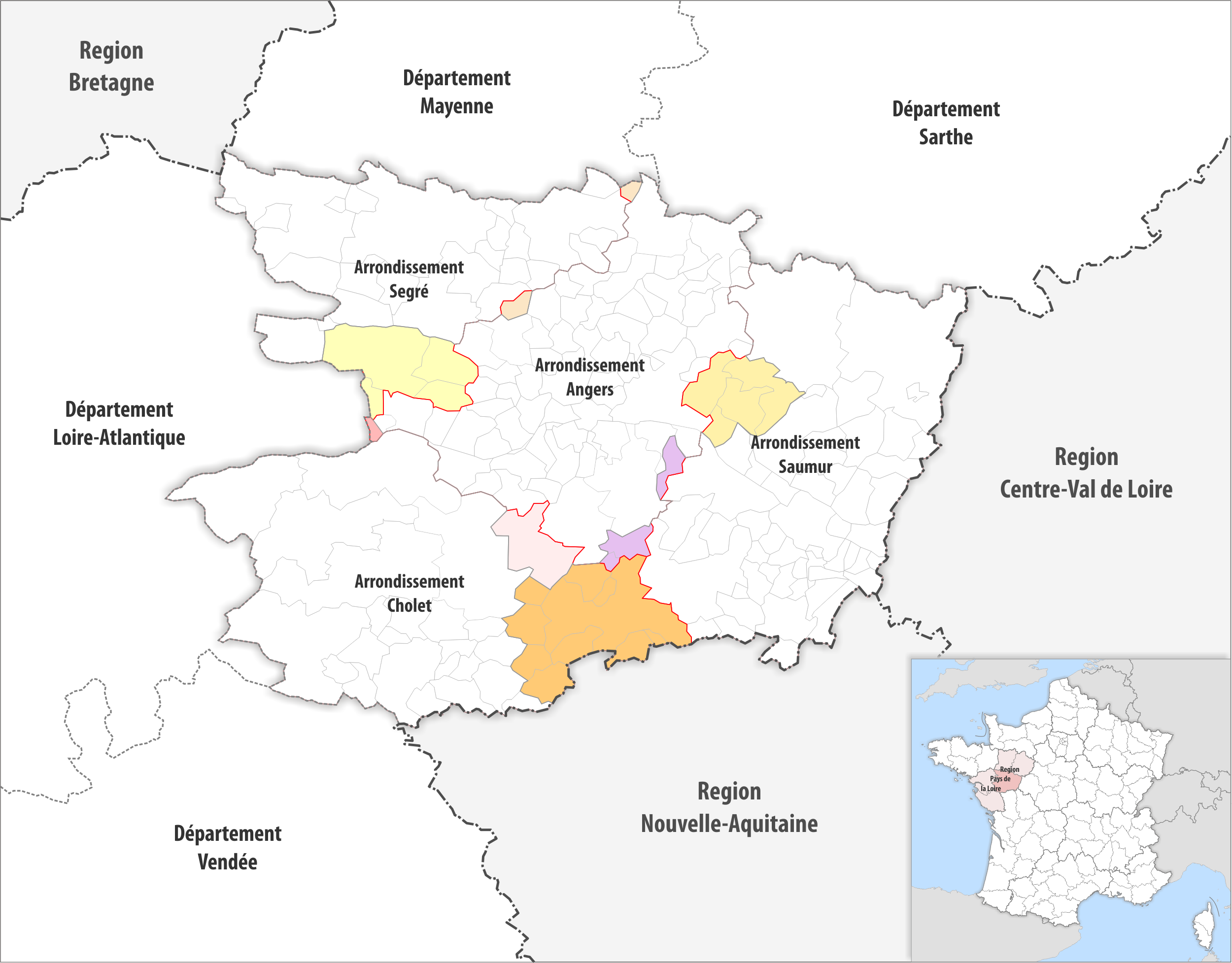
Aanpassingen van de arrondissementsgrenzen in 2017

Maine-et-Loire bestaat uit de vier arrondissementen:
- Angers
- Cholet
- Saumur
- Segré

Maine-et-Loire heeft 21 kantons:
- Kantons van Maine-et-Loire

Maine-et-Loire heeft 363 gemeenten:
- Lijst van gemeenten in het departement Maine-et-Loire

## Demografie
De inwoners van Maine-et-Loire heten Angevins (naar de oude provincie Anjou die overeenkwam met het departement).

### Demografische evolutie sinds 1962
| Naam           | Index 1962 | Index 1968 | Index 1975 | Index 1982 | Index 1990 | Index 1999 | Index 2008 | Index 2019 |
| -------------- | ---------- | ---------- | ---------- | ---------- | ---------- | ---------- | ---------- | ---------- |
| Maine-et-Loire | 100,0      | 105,1      | 113,1      | 121,2      | 126,7      | 131,6      | 139,1      | 147,0      |
| Frankrijk*     | 100,0      | 107,1      | 113,3      | 117,0      | 121,9      | 126,0      | 133,8      | 140,1      |

| Naam           | Inw./Km² 1962 | Inw./km² 1968 | Inw./km² 1975 | Inw./km² 1982 | Inw./km² 1990 | Inw./km² 1999 | Inw./km² 2008 | Inw./km² 2019 |
| -------------- | ------------- | ------------- | ------------- | ------------- | ------------- | ------------- | ------------- | ------------- |
| Maine-et-Loire | 77,7          | 81,7          | 87,9          | 94,2          | 98,5          | 102,3         | 108,1         | 115,1         |
| Frankrijk*     | 84,2          | 90,1          | 95,4          | 98,5          | 102,7         | 106,1         | 112,7         | 119,7         |

Frankrijk* = exclusief overzeese gebieden
Bron: Recensement Populaire INSEE - 1962 tot 1999 population sans doubles comptes, nadien Population Municipale
Op 1 januari 2022 had Maine-et-Loire 828.151 inwoners.

### De 10 grootste gemeenten in het departement
| #  | Gemeente            | Aantal inwoners (2022) |
| -- | ------------------- | ---------------------- |
| 1  | Angers              | 157.555                |
| 2  | Cholet              | 54.074                 |
| 3  | Saumur              | 26.074                 |
| 4  | Sèvremoine          | 25.764                 |
| 5  | Beaupréau-en-Mauges | 23.887                 |
| 6  | Chemillé-en-Anjou   | 21.550                 |
| 7  | Mauges-sur-Loire    | 18.514                 |
| 8  | Segré-en-Anjou Bleu | 17.617                 |
| 9  | Orée d'Anjou        | 16.975                 |
| 10 | Loire-Authion       | 16.588                 |

## Afbeeldingen

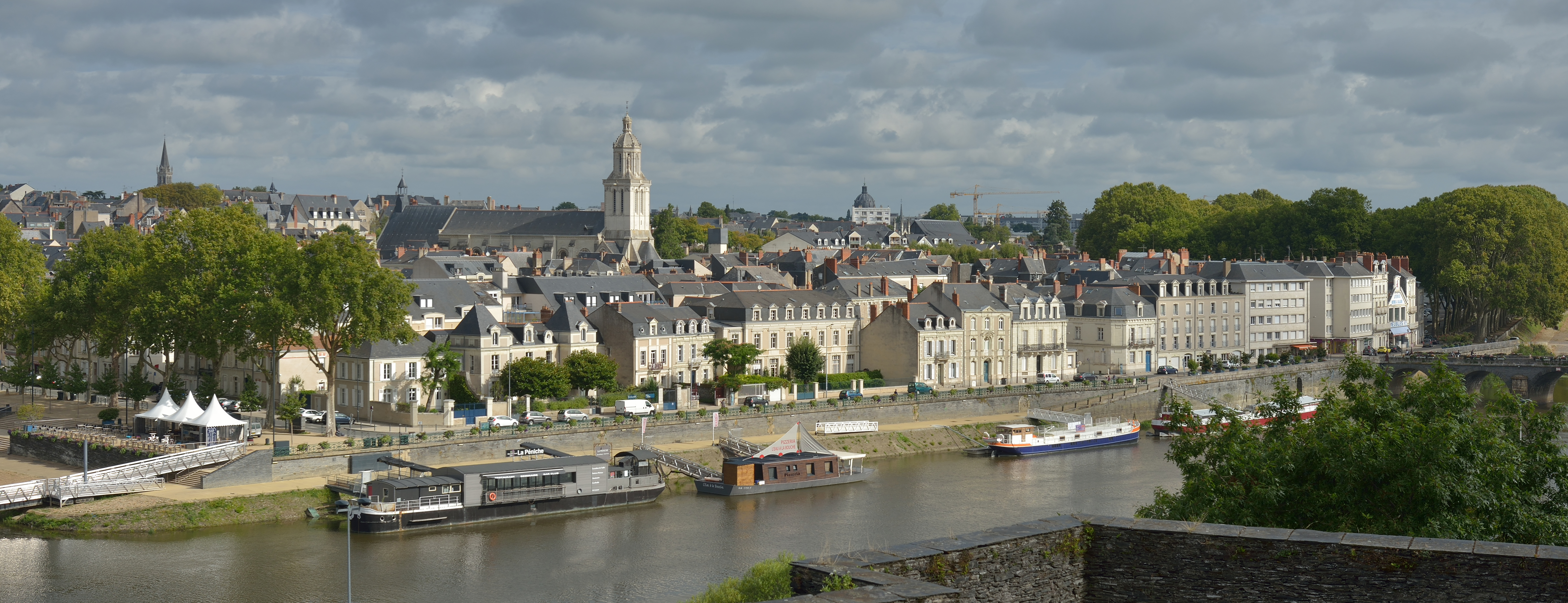
Angers
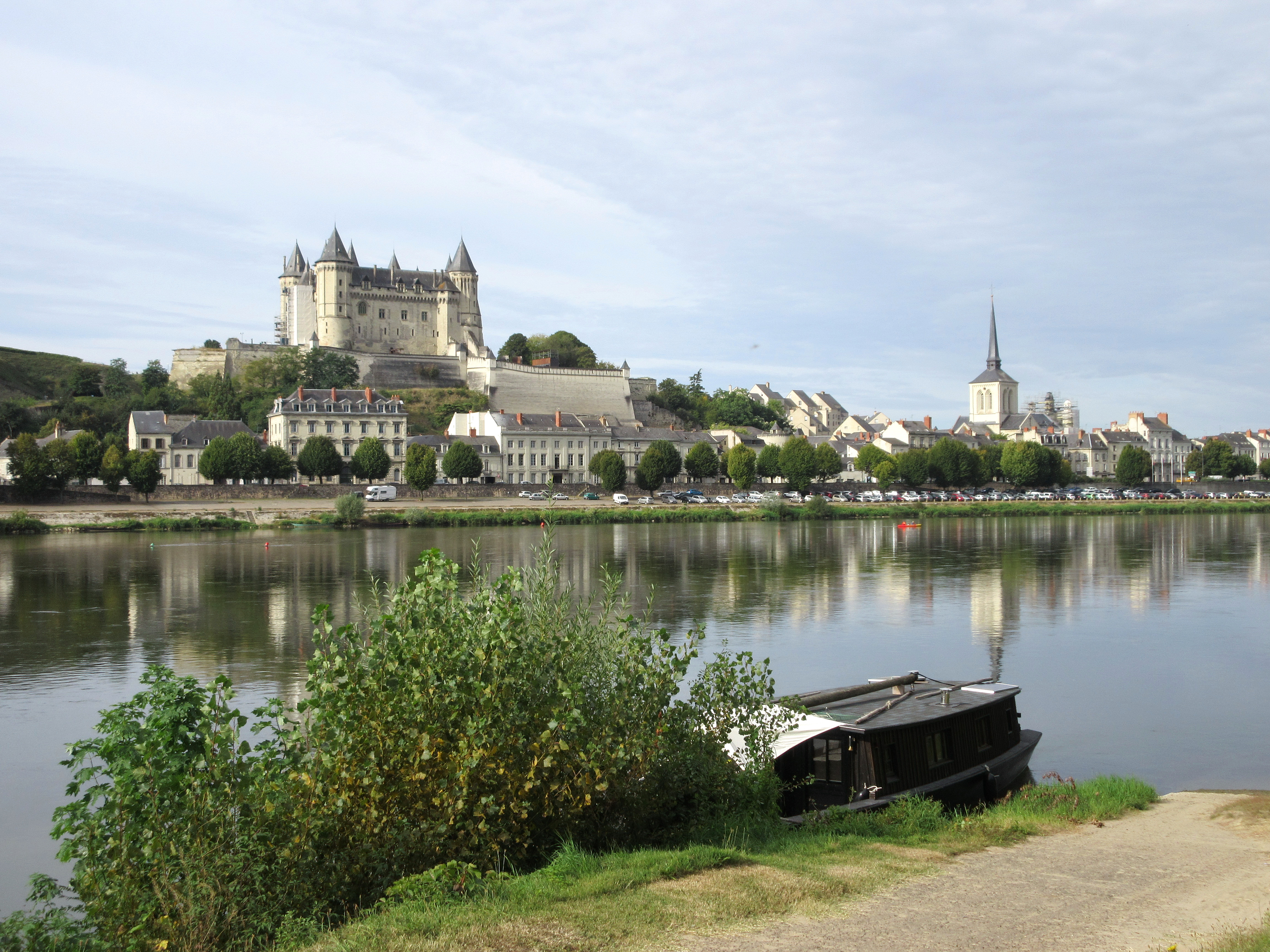
Saumur
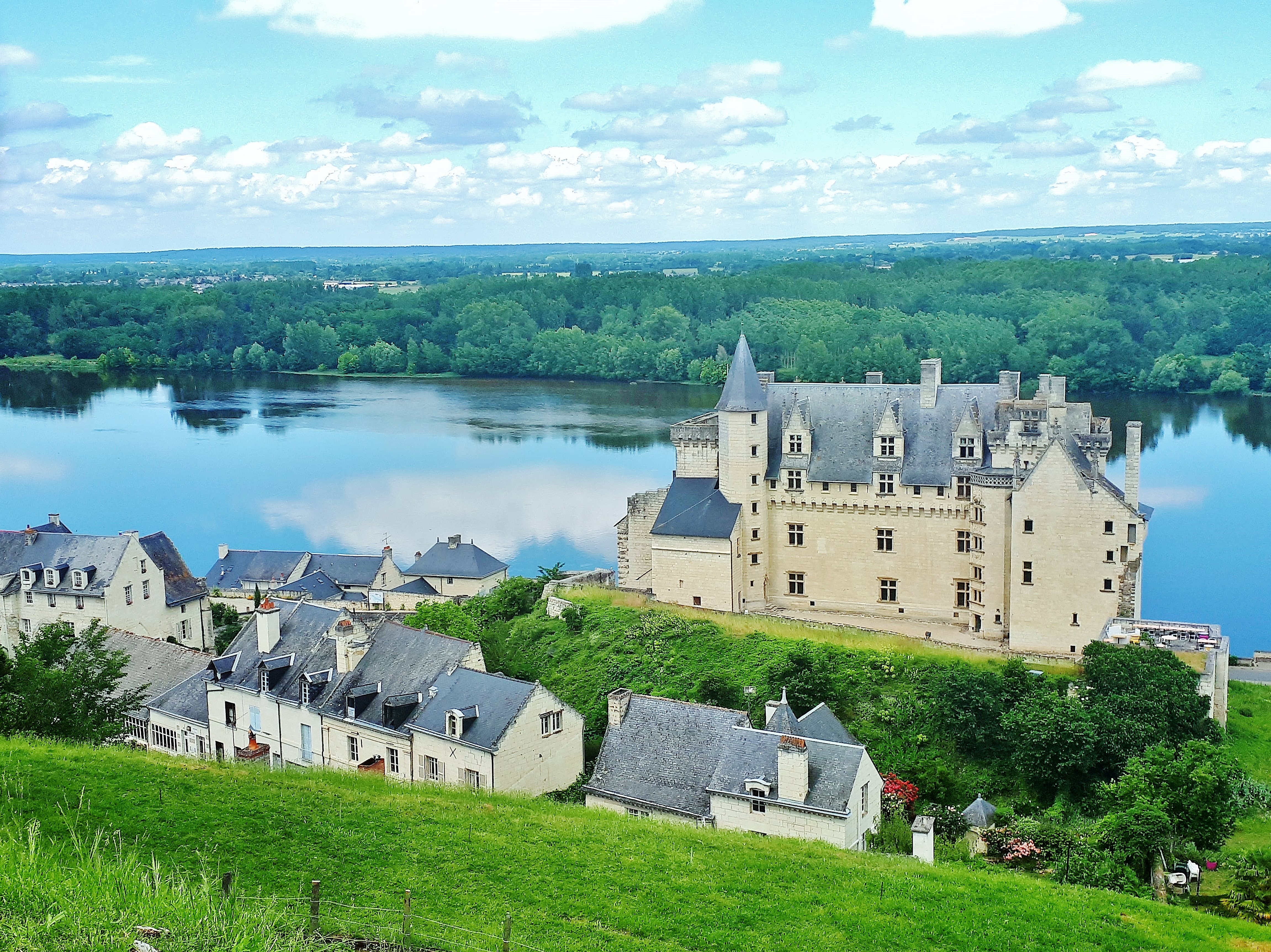
Montsoreau